# Eurychoria sticticata
Eurychoria sticticata là một loài bướm đêm trong họ Geometridae.